# Die Pepperkorn-Familie
Die Pepperkorn-Familie (Alternativtitel: Familie Pepperkorn, Rolf Kaukas Pepperkorn-Familie) ist eine deutsche Zeichentrickserie, die zwischen 1999 und 2001 produziert wurde.

## Handlung
Die Familie Pepperkorn befindet sich in den Weihnachtsvorbereitungen. Das Haustier Makiki wird des Naschens verdächtigt und ist plötzlich verschwunden. Die Familie gerät in Verzweiflung und startet eine Suchaktion nach ihm.

## Produktion und Veröffentlichung
Die Serie wurde zwischen 1999 und 2001 in Deutschland produziert. Dabei sind 52 Folgen entstanden. Regie führte Antoni D’Ocon. Am Drehbuch beteiligten sich Jill Brett, Rolf Kauka und andere. Für die Produktion waren die RTV Family Entertainment AG und D’Ocon Film Productions verantwortlich.
Die Serie wurde erstmals im Programm von Fix und Foxi ausgestrahlt. Weitere Ausstrahlungen erfolgten auf WDR, SWR und KIKA.

## Episodenliste
| Nr. | Titel                        |
| 1   | Wo ist Makiki?               |
| 2   | Der Spion                    |
| 3   | Die Fahrstunde               |
| 4   | Die Geisterstunde            |
| 5   | Theater in der Oper          |
| 6   | Schlaflose Nächte            |
| 7   | Mama streikt                 |
| 8   | Achtung Kamera!              |
| 9   | Der Taschendieb              |
| 10  | Der Fluch                    |
| 11  | Die erste Liebe              |
| 12  | Baby an Bord                 |
| 13  | Die Verabredung              |
| 14  | Der Körner-Koch              |
| 15  | Der Hochzeitstag             |
| 16  | Liebeskummer                 |
| 17  | Der Umweg                    |
| 18  | Das Motorrad                 |
| 19  | Die Gehaltserhöhung          |
| 20  | Ein Hase oder zwei?          |
| 21  | Haus unter Wasser            |
| 22  | Die Ehekrise                 |
| 23  | Katzenjammer                 |
| 24  | Umweltschmutz                |
| 25  | Die Geisterjagd              |
| 26  | Das Rockkonzert              |
| 27  | Erfolg hat viele Beine       |
| 28  | Alle gegen einen             |
| 29  | Keine Party ohne Papa        |
| 30  | Nicht ganz dicht             |
| 31  | Holde Schönheit              |
| 32  | Der Ferienschreck            |
| 33  | Familiendrama                |
| 34  | Schräge Nummer               |
| 35  | Drei Wünsche frei            |
| 36  | Nix wie weg!                 |
| 37  | Auf Gold gebaut              |
| 38  | Der Preis ist gegessen       |
| 39  | Schöne Bescherung            |
| 40  | Gefährliches Gemisch         |
| 41  | Ein Käfig voller Pepperkorns |
| 42  | Wie geschmiert               |
| 43  | Nur fliegen ist schöner      |
| 44  | Falsch gespielt              |
| 45  | Der Leguan ist los           |
| 46  | Unerlaubte Tricks            |
| 47  | Baum in Not                  |
| 48  | Eine Kröte zu viel           |
| 49  | So schnell kann’s gehen      |
| 50  | Es schleimt so grün          |
| 51  | Feine Gesellschaft           |
| 52  | Elternaustrickstag           |